# Max von Erdmannsdörfer

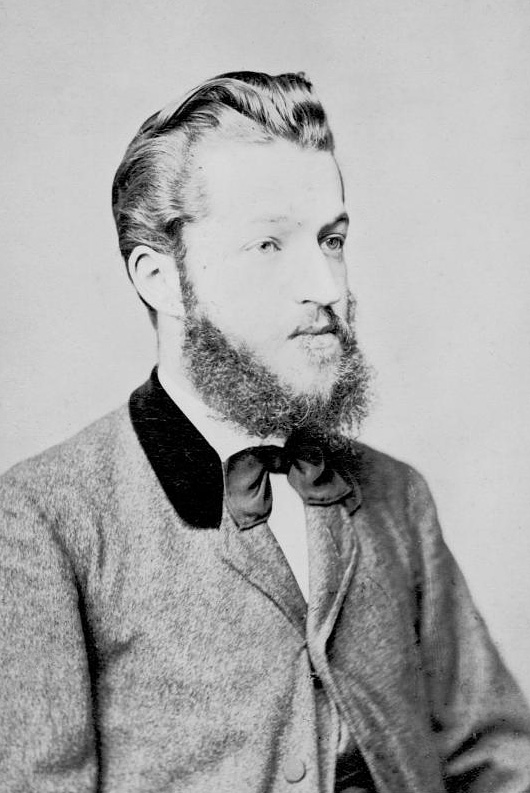
Max Erdmannsdörfer

Max Carl Christian Erdmannsdörfer, ab 1903 Ritter von Erdmannsdörfer, (* 14. Juni 1848 in Nürnberg; † 14. Februar 1905 in München) war ein deutscher Dirigent und Komponist.

## Biografie

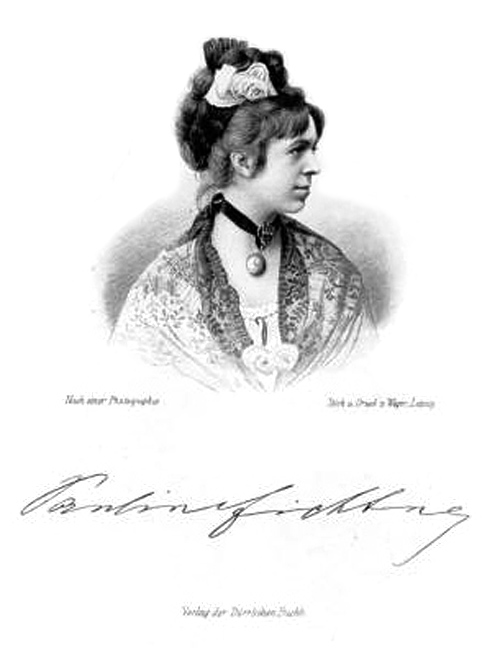
Pauline Erdmannsdörfer-Fichtner um 1892

Erdmannsdörfer wurde schon früh von seinem Vater, dem Musiklehrer und Konzertmeister des Musikvereins Nürnberg, unterrichtet und gab bereits mit zehn Jahren sein erstes Konzert. 1863 bis 1867 studierte er Musiktheorie, Klavier und Violine am Leipziger Konservatorium und ließ sich 1868/69 in Dresden zum Dirigenten ausbilden. Nach kurzer Zeit als Klavierlehrer in Nürnberg wurde er 1871 als Nachfolger von Max Bruch Kapellmeister der Hofkapelle Sondershausen, mit der er die lange Tradition der Lohkonzerte fortführte.
Dort heiratete er 1874 die Liszt-Schülerin und Pianistin Pauline Fichtner (1847–1916) und nahm die von Stein 1852–64 begründete besondere Pflege der Neudeutschen wieder auf. Er korrespondierte mit Liszt und dirigierte am 2. Juli 1876 die Erstaufführung von dessen Symphonie Hamlet in Sondershausen und pflegte Kontakte mit dem Komponisten Joachim Raff. Er und Pauline spielten 1877 eine Version für zwei Pianos von Raffs Klavierquintett (Op. 107). Erdmannsdörfer vollendete nach dem Tod Raffs (1882) dessen unfertige Symphonie Nr. 11, Op. 214. 1877 dirigierte er als Premiere die Ouvertüre Cervantes des schottischen Komponisten Alexander Mackenzie in Sondershausen. Als sein Dienstherr, Fürst Günther Friedrich Karl II., 1880 abdankte, gab Erdmannsdörfer seine Stellung auf und festigte seinen Ruf als Dirigent durch kürzere Aufenthalte in verschiedenen Städten, u. a. in den Musikzentren Wien und Leipzig.
1882 wurde Erdmannsdörfer Erster Dirigent der Kaiserlich Russischen Musikgesellschaft in Moskau und Professor am Moskauer Konservatorium, wo er 1885 den für das Musikleben Moskaus wichtigen Studentenorchester-Verein gründete. Hier fand eine Zusammenarbeit mit Peter Tschaikowski statt und er dirigierte mehrere von dessen Werken, einige sogar als Uraufführungen: z. B. 1883 eine überarbeitete Version der 1. Sinfonie Winterträume (op 13) sowie 1884 die Suite Nr. 2 und die Konzert-Fantasie für Klavier und Orchester (op 56) und 1886 die Manfred-Sinfonie (op 58), eine Programmsinfonie in vier Bildern. Tschaikowski widmete ihm zum Dank seine 3. Orchestersuite. In Moskau feierte Erdmannsdörfer große Erfolge, wurde vielfach geehrt und erwarb sich einen europäischen Ruf als Dirigent.
Er konnte aber 1888 dem Drängen Hans von Bülows, als dessen Nachfolger die Leitung der berühmten Künstlervereinsconcerte in Bremen zu übernehmen, nicht widerstehen. Auch dort erwarb er sich bleibende Verdienste durch die Gründung eines Städtischen Orchesters mit festangestellten Musikern mit Pensionsberechtigung. 1890 übernahm er auch noch die 1814 gegründete Bremer Singakademie als Nachfolger von Carl Martin Reinthaler. Es gelang ihm 1892, die Singakademie mit dem von ihm neu geschaffenen Philharmonischen Chor zu vereinigen, die nun unter seiner Leitung jede Saison einen Zyklus von meist zwölf Philharmonischen Konzerten durchführten. Auch hier errang er sich hohes Ansehen beim fortschrittlich gesinnten Teil des Publikums. Intrigen von konservativen Musikern und Musikorganisatoren führten jedoch 1895 dazu, dass er seine Entlassung einreichte. Er verließ Bremen und übersiedelte nach München, seiner endgültigen Wahlheimat.
Dort widmete er sich seinen Kompositionen, erhielt aber bald das Angebot, in der Saison 95/96 die Konzerte der kaiserlich russischen Musikgesellschaft wieder zu übernehmen, diesmal allerdings in St. Petersburg, das er als Ehrenmitglied nicht ablehnen konnte. Es gelang ihm in kurzer Zeit, diese Konzerte zu neuer Blüte zu führen, so dass er auch für die nächste Saison 1896/97 verpflichtet wurde. Gleichzeitig wurde er aber auch als Hofkapellmeister im Münchener Hoftheater und in den Konzerten der Musikalischen Akademie und als Professor für Dirigieren an die Akademie der Tonkunst berufen, was 1897 zu einem Ende des russischen Engagements führte. Aber auch seine Tätigkeit in München war nur von kurzer Dauer, da er schon im März 1898 um Entlassung aus allen dienstlichen Verpflichtungen bat, die ihm unter gnädiger „Belassung des Titels eines Hofkapellmeisters“ gewährt wurde. Weder ein Bittgesuch der Mitglieder der Musikalischen Akademie, die Leitung ihrer Konzerte weiterhin zu übernehmen, noch der ihm angebotene Posten eines Direktors der Akademie der Tonkunst konnten seinen Entschluss, in den Ruhestand einzutreten, rückgängig machen. Für einige Jahre wurde es nun still um ihn, erst 1901 meldete das Musikalische Wochenblatt Gastspiele von Erdmannsdörfer in Madrid (S. 24) und Paris (S. 242).
Als im Herbst 1903 nach dem Tod des Generalmusikdirektors Hermann Zumpe die Mitglieder der Musikalischen Akademie kurzfristig einen Ersatz für eine Saison suchten und der Porges Chorverein, dessen Gründer und Namensgeber Heinrich Porges im April 1900 gestorben war, wegen des Fehlens einer kompetenten Leitung in eine Krise geriet und dringend um Hilfe bat, konnte sich Erdmannsdörfer nach anfänglichem Zögern nicht verweigern und übernahm beide Korporationen. Nachdem er zwei Abonnementkonzerte der Musikalischen Akademie im Herbst 1903 mit großem Erfolg dirigiert hatte, feierte er einen Triumph am 13. Dezember 1903 mit der grandiosen Aufführung des Requiems von Berlioz durch die Mitglieder beider Verbände, ebenso am 27. März 1904 mit der Matthäus-Passion von Bach, seinem letzten von insgesamt sechs Konzerten mit der Musikalischen Akademie.
Bleibenden Verdienst und Anlass zu großer Dankbarkeit erwarb sich das Ehepaar Erdmannsdörfer durch die Einrichtung einer wohltätigen Stiftung am 15. November 1903 mit einem Kapital von 130.000 Mark zu Gunsten des Hoforchesters, die dazu bestimmt war, Hofmusikern „in allen unverschuldeten Notlagen Unterstützung zu gewähren“ (Bihrle S. 139). 
Prinzregent Luitpold verlieh ihm daraufhin noch im selben Jahr das Ritterkreuz des Verdienstordens der Bayerischen Krone, womit die Erhebung in den persönlichen Adel verbunden war. Wie vereinbart, übernahm Felix Mottl im Herbst 1904 die Leitung der Konzerte der Musikalischen Akademie von Max von Erdmannsdörfer, der dem Porges-Chorverein treu blieb, aber nur zwei Wochen nach einem letzten sehr erfolgreichen Konzert, das am 30. Januar 1905 stattfand, völlig unerwartet an den Folgen einer Blinddarmoperation starb.